# José Grommes
José Grommes, né le 20 décembre 1965, est un homme politique belge, membre de Pro Deutschsprachige Gemeinschaft (ProDG).

## Biographie
José Grommes nait le 20 décembre 1965.
Lors des élections régionales de 2019, il est élu député au Parlement de la Communauté germanophone de Belgique.